# Semiothisa effusata
Semiothisa effusata är en fjärilsart som beskrevs av Achille Guenée 1857. Semiothisa effusata ingår i släktet Semiothisa och familjen mätare. Inga underarter finns listade i Catalogue of Life.